# Klaus-Peter Kohl
Klaus-Peter Kohl (* 4. Mai 1944 in Hamburg) ist ein deutscher Boxpromoter und Unternehmer.

## Werdegang
Kohl durchlief eine Ausbildung zum Speditionskaufmann. Im väterlichen Fuhrunternehmen arbeitete er jedoch nur kurz. Er machte er sich in der Gastronomie selbständig, indem er Imbissbuden verpachtete. Er wurde Inhaber von Schnellrestaurants und Spielhallen, unter anderem im Hamburger Hauptbahnhof. Ferner baute er den größten privaten Getränkelieferdienst in Deutschland auf und stieg ins Immobiliengeschäft ein.

### Einstieg ins Boxgeschäft
Seine Karriere als Boxer musste Kohl wegen einer Sehschwäche schnell beenden. Bei Boxsportveranstaltungen engagierte er sich ab 1970 zunächst als Zeitnehmer, der Sport sei erst „eher Passion als Geschäft“ gewesen, schrieb die Neue Zürcher Zeitung (NZZ) 2009 über Kohl. Am 24. Februar 1984 führte er in der Alsterdorfer Sporthalle seine erste Profi-Boxveranstaltung mit Kämpfern wie Erwin Heiber, Jean-André Emmerich, Manfred Jassmann, Graciano und Ralf Rocchigiani durch, mit der er 150 000 D-Mark Verlust machte. Von den rund 2000 Zuschauern in der Halle besaßen drei Viertel Freikarten. Offizieller Veranstalter war jedoch nicht Kohl, sondern dessen Schwager, der über die dafür benötigte Lizenz verfügte. Es folgte im selben Jahr die Gründung von Universum Box-Promotion. Kohl war von 1984 bis 1989 Präsident des Bundes Deutscher Berufsboxer und von 1987 bis 1990 Vizepräsident der Europäischen Box-Union. Seine Funktionärstätigkeiten hätten in der Boxszene für Akzeptanz gesorgt: „Man kannte mich, und ich kannte die anderen“, so Kohl im Jahr 2009. Ende Juni 1988 veranstaltete Kohl in der Sporthalle Wandsbek in Hamburg den Europameisterschaftskampf im Halbmittelgewicht zwischen Heiber und dem Franzosen René Jacquot, den Letzterer gewann. Laut Hamburger Abendblatt verzeichnete Kohl im Rahmen der Veranstaltung bei Kosten von 245 000 DM nur Einnahmen in Höhe von rund 150 000 DM.
Kohl wurde als Boxmanager in Deutschland Konkurrent von Wilfried Sauerland, arbeitete mit diesem zunächst aber noch zusammen, als man 1990 in Hamburg gemeinsam einen der ersten Kämpfe von Henry Maske veranstaltete. Jean-Marcel Nartz, der erst für Sauerland und dann für Kohl arbeitete, äußerte, die beiden Promoter hätten „das deutsche Berufsboxen in den 1980er Jahren vor dem Aussterben bewahrt“. Die NZZ beschrieb das Verhältnis zwischen Kohl und Sauerland als „dauerhafte, von gegenseitigen Ausfällen begleitete Konkurrenz“, in deren Folge sich beide Rivalen nach oben geschraubt hätten.

### Hochzeit des Universum-Boxstalls
Als seinen Durchbruch als Boxmanager bezeichnete Kohl Markus Botts Gewinn des Weltmeistertitels im Cruisergewicht im Februar 1993. Kohls Unternehmen arbeitete zunächst mit dem Bezahlfernsehsender Premiere und dem DSF zusammen, die Kämpfe der Universum-Boxer übertrugen. Später gab es auch Übertragungen bei Eurosport sowie Pro7, ab Mitte 2002 bestand ein Vertrag mit dem ZDF. Kohl verpflichtete Boxer wie beispielsweise Vitali und Wladimir Klitschko, Dariusz Michalczewski, Daisy Lang, Regina Halmich, Felix Sturm, Zsolt Erdei, Artur Grigoryan und Jürgen Brähmer. Anlässlich der ersten Profikämpfe der Klitschko-Brüder, die diese 1996 bei Universum bestritten, traf Kohl die Vorhersage: „In zwei bis drei Jahren werden wir einen Boxstall haben, der in der Welt seinesgleichen sucht.“ Seine Zusammenarbeit mit den Klitschkos dauerte im Mai 2004. Diese endete wegen unterschiedlicher Ansichten über die Vertragslaufzeiten im Unfrieden und mündete in einem jahrelangen Rechtsstreit. Zu Kohls wichtigsten und erfolgreichsten Boxern gehörte Michalczewski, der ab 1994 Weltmeister war und teils die WM-Titel von drei unterschiedlichen Verbänden hielt. „Wir haben gemeinsam ganz klein angefangen, jetzt füllen wir diese tolle Arena“, sagte Kohl im Oktober 2003 nach Michalczewskis Niederlage gegen Julio Cesar Gonzalez vor 15 000 Zuschauern in der Hamburger Color-Line-Arena.
Im April 2003 wurde Kohl von den amerikanischen Boxjournalisten zum „Manager des Jahres“ gewählt, weil es ihm gelungen war, mit vielen seiner Sportler europaweit und auch in den USA erfolgreich zu sein. Kohls Zusammenarbeit mit der WBO wird deren Aufstieg zu einem anerkannten Weltboxverband zugeschrieben. 2008 wurde Kohl bei der Hamburger Sportgala mit dem Ehrenpreis ausgezeichnet, 2018 erhielt er Aufnahme in die Internationale Ruhmeshalle des Boxsports.
Ende Juli 2010 lief Universums Fernsehvertrag mit dem ZDF nach achtjähriger Zusammenarbeit aus. Kohl betonte am 31. Juli 2010 dennoch: „Wirtschaftlich sind wir das gesündeste Box-Unternehmen in Deutschland“ und gab die Vorhersage ab: „Universum ist nicht pleite und wird es nie sein, dafür werde ich sorgen“.

### Ausstieg aus dem Boxgeschäft
Im Juli 2011 verkaufte Kohl den Universum-Boxstall an Waldemar Kluch und gab Ende September 2011 bekannt, die Leitung des Universum-Boxstalls abgegeben zu haben, blieb zunächst aber noch als Berater tätig. Da sich die Zahlung des Kaufpreises für den Boxstall über Monate verzögerte, gewährte Kohl dem neuen Inhaber Kluch zunächst Aufschub, ehe er rechtliche Schritte gegen Kluch einleitete. Kohl, der im Nachhinein bedauerte, den Boxstall nicht bereits im Sommer 2010 nach dem Ende des ZDF-Vertrages abgegeben zu haben, äußerte Mitte November 2012, das Kapitel Boxen sei für ihn abgeschlossen. In seiner Tätigkeit als Promoter führte Kohl fast 300 Boxveranstaltungen mit insgesamt mehr als 2100 Kämpfen (darunter mehr als 250 Titelkämpfe) durch. Der Boxstall Universum stellte im November 2012 einen Insolvenzantrag und wurde in der Folge geschlossen.

### Spätere Geschäftstätigkeiten
Auch im Rentenalter blieb Kohl beruflich als Unternehmer im Gaststättengewerbe tätig. 2010 stieg Kohl gemeinsam mit Schwiegersohn und Geschäftspartner Dietmar Poszwa als Gesellschafter in die Hamburger Gaststätte „Hofbräu Wirtshaus“ ein. In den folgenden Jahren kamen in Hamburg und Berlin weitere „Hofbräu Wirtshäuser“ hinzu, 2018 übernahm Kohl zusammen mit Poszwa die Mehrheit der Anteile an dem Unternehmen, das 2017 einen Umsatz von 35,6 Millionen Euro verbuchte. 2016 gründete Kohl mit seinen Geschäftspartnern in Winsen das Fleischereiunternehmen „Heimat Bavaria Spezialitäten“. Einen „Lebensabend als Rentner“ habe er sich nie vorstellen können, er brauche Beschäftigung, sagte er im Juli 2018 gegenüber dem Hamburger Abendblatt.

## Persönliches
Kohl wuchs mit zwei Geschwistern in Hamburg auf. Mit seiner Ehefrau Ute hat er eine Tochter, Gaby Kohl. Diese ist wiederum mit Dietmar Poszwa, dem ehemaligen Geschäftsführer von Spotlight Boxing, verheiratet.
1997 war Kohl in einen schweren Verkehrsunfall verwickelt: Auf dem Rückweg von einem Kampfabend in Berlin wurde sein Wagen im Hamburger Stadtteil Farmsen von einem anderen PKW gerammt, Kohls Auto wurde in einen Vorgarten geschleudert. Kohl erlitt einen vierfachen Beckenbruch sowie weitere 22 Knochenbrüche. Er lag neun Tage im künstlichen Koma und musste drei Wochen im Krankenhaus bleiben.